# Psychotria kupensis
Psychotria kupensis är en måreväxtart som beskrevs av Martin Roy Cheek. Psychotria kupensis ingår i släktet Psychotria och familjen måreväxter. Inga underarter finns listade i Catalogue of Life.